# Hieracium jankae
Hieracium jankae là một loài thực vật có hoa trong họ Cúc. Loài này được R.Uechtr. mô tả khoa học đầu tiên năm 1873.